# Longmengrotterne
Longmengrotterne (龍門石窟; Longmen shiku, «Drageporthulerne») ligger 12 km syd for byen Luoyang i Henanprovinsen i Kina. De bemalede statuer, som for det meste er af buddhistiske motiver, er tæt placeret op ad hinanden ved de to bjerge Xiangshan (i øst) og Longmenshan (i vest). Floden Yi løber mellem bjergene, og derfor blev  området kaldt Yique (Yis port). Fra nord til syd er strækningen som er dækket af grotter, cirka en kilometer lang. Sammen med Mogaogrotterne og Yunganggrotterne er Longmengrottene en af de tre mest berømte antikke skulpturpladser i Kina.

## Statistik
I følge Longmengrotternes forskningsinstitut er der 2.345 grotter og nicher, 2.800 inskriptioner, 40 pagoder og over 100.000 buddhistiske billeder på stedet. 30 % af grotterne daterer sig til det nordlige Wei-dynasti, 60 % til Tang-dynastiet, mens grotter fra andre tidsperioder udgør mindre end 10 %.
Grotterne blev påbegyndt i året 493.
Området blev indskrevet på UNESCOs verdensarvsliste i november 2000.
- Longmengrotterne

34°28′N 112°28′Ø / 34.467°N 112.467°Ø